# První minská dohoda
První minská dohoda, známá také jako Minsk I a Minský protokol nebo První minská mírová dohoda, je dohoda Ukrajiny, Ruské federace, Doněcké lidové republiky a Luhanské lidové republiky, která měla vyvést zúčastněné země z probíhající války na Donbasu. Byla podepsána po intenzivním vyjednávání diplomatů 5. září 2014 v běloruském hlavním městě Minsku pod patronátem Organizace pro bezpečnost a spolupráci v Evropě (OBSE). Ve svém poslání zastavit válku na východní Ukrajině tato dohoda selhala, proto vznikla 12. února 2015 za stejným účelem nová dohoda uzavřená na vyšší úrovni, označovaná jako Minsk II, jejímiž účastníky byly také Francie a Německo.

## Průběh jednání
Dohoda byla připravována tzv. trilaterální kontaktní skupinou, kterou tvořili diplomaté Ukrajiny, Ruska a OBSE. Tato skupina byla ustavena v červnu 2014 a k jejímu jednání byli zváni i zástupci obou separatistických území. Kontaktní skupina se od 31. července do 5. září sešla celkem čtyřikrát.
Obsah dohody byl shrnut ve dvanácti bodech, z nichž nejdůležitější bylo okamžité zastavení palby oběma stranami a nastolení příměří.
Dohodu podepsali:
- za OBSE švýcarská diplomatka Heidi Tagliaviniová
- za Ukrajinu její bývalý prezident Leonid Kučma
- za Rusko ruský velvyslanec na Ukrajině Michail Zurabov
- za vzbouřenecké republiky jejich vůdci Alexandr Zacharčenko a Igor Plotnickij.

## Následné memorandum

Nárazníková zóna mezi ukrajinskými a povstaleckými vojsky, jak byla dojednána v memorandu

Krátce po podepsání minského protokolu začalo docházet k novým ozbrojeným střetnutím. Ani jedna, ani druhá strana dohodu nedodržovala. Rozhovory v Minsku v těch dnech pokračovaly. Kvůli nedodržování protokolu bylo dojednáno memorandum, které vstoupilo v platnost 19. září 2014 a mělo implementovat dohodu do praxe. Při něm bylo odsouhlaseno:
- vytvoření 30 km široké nárazníkové zóny, ze které měla být stažena těžká vojenská technika o 15 km na obě strany od ustavené linie kontaktu
- zákaz útočných operací
- zákaz průletu bojových letadel přes bezpečnou zónu
- stažení všech cizineckých žoldnéřů z oblasti konfliktu
- sestavení skupiny OBSE, která měla monitorovat dodržování dohod.

## Nedodržování dohody a její kolaps
Dohoda však byla oběma stranami i nadále průběžně porušována. Povstalci mimo jiné neustále útočili na objekty ovládané ukrajinskými vojsky, například na Doněcké letiště. V lednu 2015 dohoda definitivně zkolabovala a zúčastněné strany se v Minsku zúčastnily nového kola vyjednávání na vyšší úrovni. Dne 12. února 2015 byla podepsána nová, Druhá minská dohoda.